# San Francisco Film Critics Circle Awards 2014
Na 13. ročníku udílení cen San Francisco Film Critics Circle Awards byly předány ceny v těchto kategoriích dne 14. prosince 2014.

## Vítězové a nominace

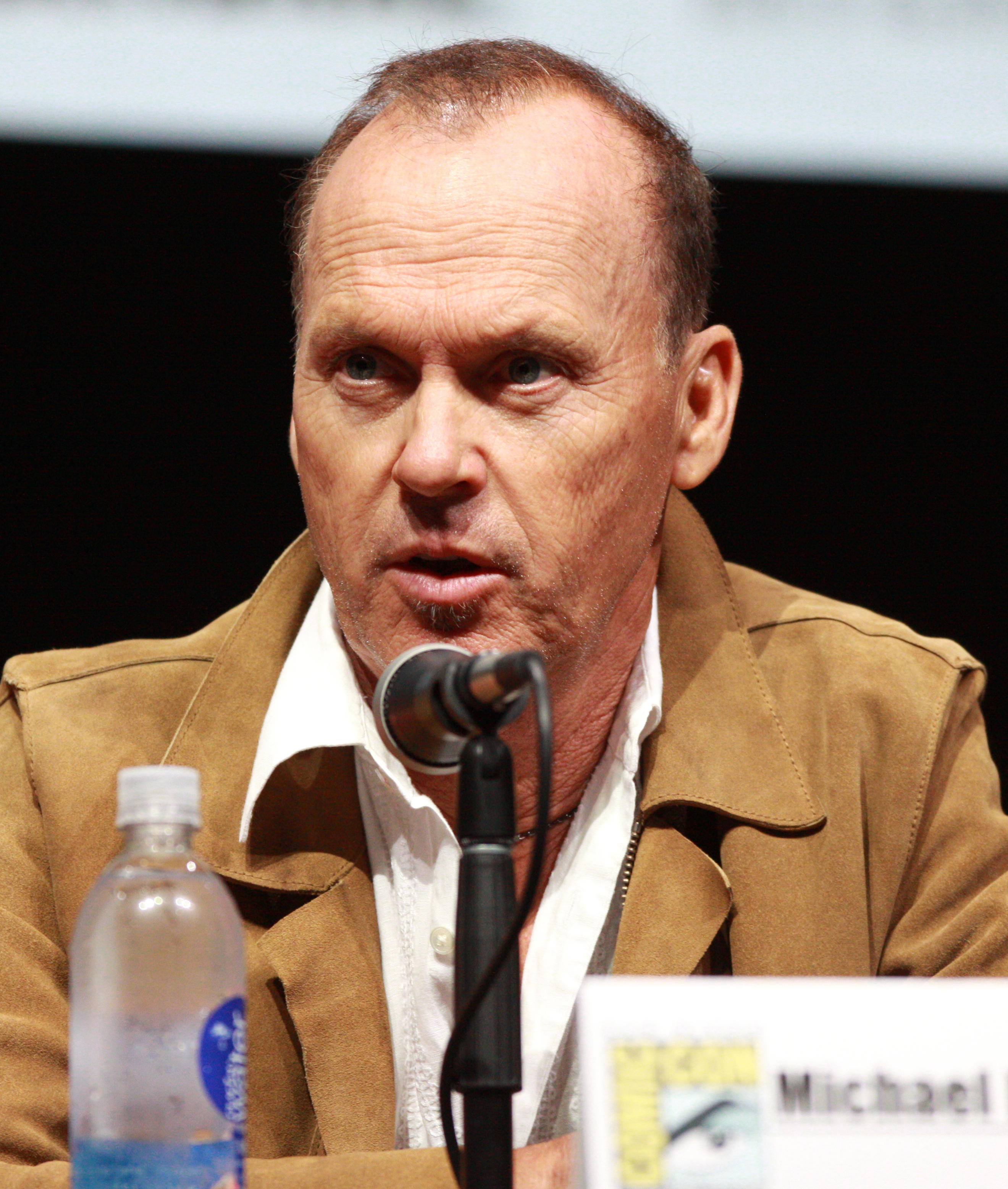
Michael Keaton, vítěz v kategorii nejlepší mužský herecký výkon v hlavní roli

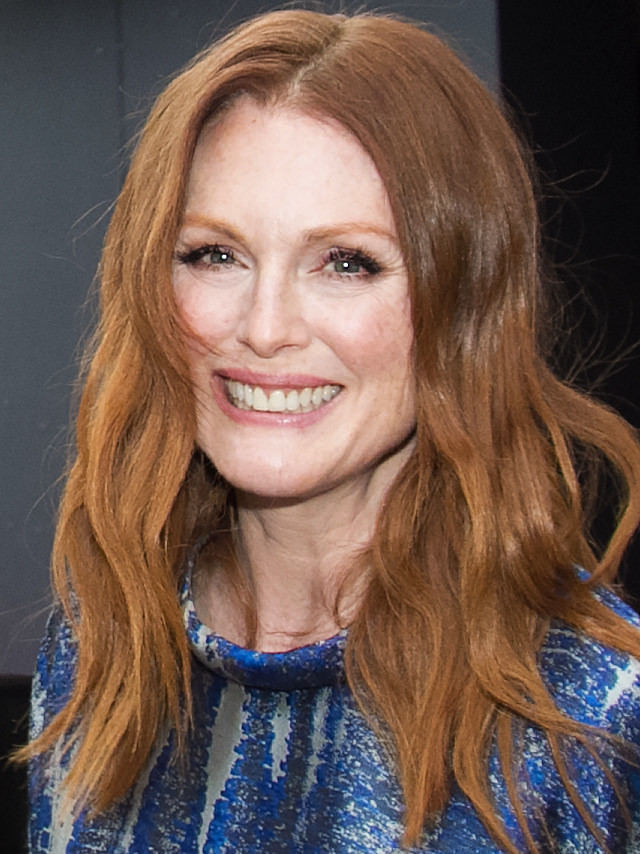
Julianne Moore, vítězka v kategorii nejlepší ženský herecký výkon v hlavní roli

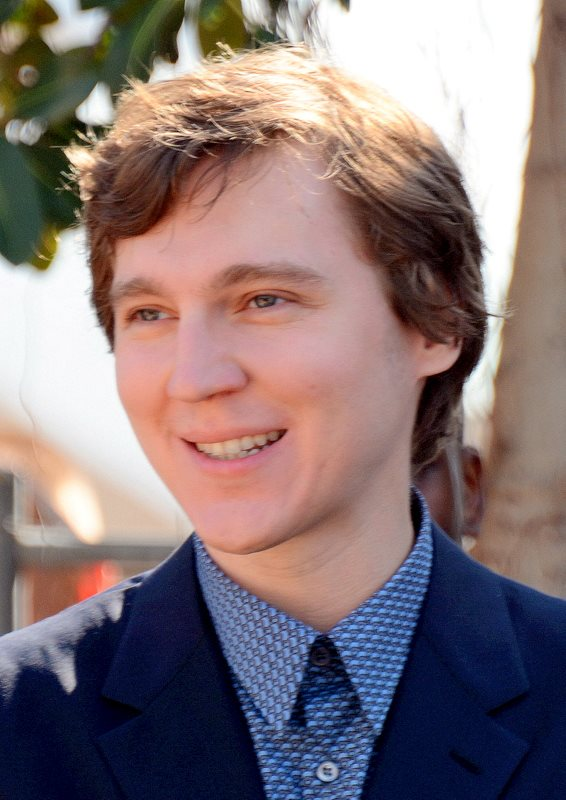
Paul Dano vítěz v kategorii nejlepší herec ve vedlejší roli

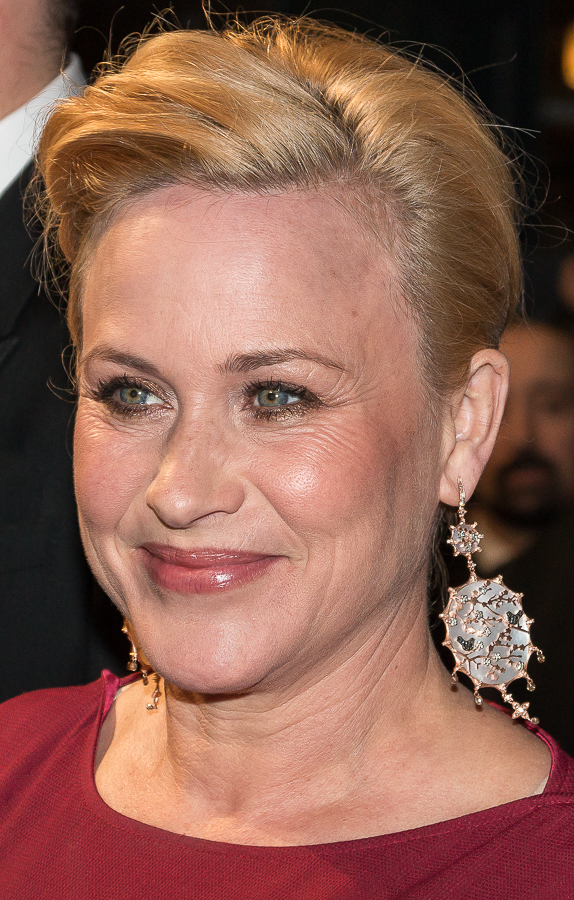
Patricia Arquette, vítěz v kategorii nejlepší ženský herecký výkon ve vedlejší roli

### Nejlepší film
Chlapectví
- Birdman
- Kód Enigmy
- Pod kůží
- Whiplash

### Nejlepší režisér
Richard Linklater – Chlapectví
- Wes Anderson – Grandhotel Budapešť
- Jonathan Glazer – Pod kůží
- Alejandro G. Iñárritu – Birdman
- Mike Leigh – Mr. Turner

### Nejlepší herec v hlavní roli
Michael Keaton – Birdman
- Benedict Cumberbatch – Kód Enigmy
- Timothy Spall – Mr. Turner
- Jake Gyllenhaal – Slídil
- Eddie Redmayne – Teorie všeho

### Nejlepší herečka v hlavní roli
Julianne Moore – Pořád jsem to já
- Essie Davis – Babadook
- Marion Cotillard – Dva dny, jedna noc
- Scarlett Johanssonová – Pod kůží
- Reese Witherspoonová – Divočina

### Nejlepší herec ve vedlejší roli
Edward Norton – Birdman
- Gene Jones – Svatyně zla
- Ethan Hawke – Chlapectví
- Mark Ruffalo – Hon na lišku
- J. K. Simmons – Whiplash

### Nejlepší herečka ve vedlejší roli
Patricia Arquette – Chlapectví
- Jessica Chastainová – Válka bez pravidel
- Agata Kulesza – Ida
- Emma Stoneová – Birdman
- Tilda Swintonová – Ledová archa

### Nejlepší původní scénář
Alejandro G. Iñárritu, Nicolás Giacobone, Alexander Dinelaris, Jr. a Armando Bó – Birdman
- Richard Linklater – Chlapectví
- Wes Anderson – Grandhotel Budapešť
- Damien Chazelle – Whiplash
- Mike Liegh – Mr. Turner
- J. C. Chandor – Válka bez pravidel

### Nejlepší adaptovaný scénář
Paul Thomas Anderson – Skrytá vada
- Gillian Flynnová – Zmizelá
- Graham Moore – Kód Enigmy
- Pong Čun-ho a Kelly Masterson – Ledová archa
- Nick Hornby – Divočina

### Nejlepší kamera
Lukasz Zal a Ryszard Lenczewski – Ida
- Emmanuel Lubezki – Birdman
- Robert Yeoman – Grandhotel Budapešť
- Dick Pope – Mr. Turner
- Daniel Landin – Pod kůží

### Nejlepší produkční design
Adam Stockhausen– Grandhotel Budapešť
- Kevin Thompson– Birdman
- David Crank – Skrytá vada
- Suzie Davies – Mr. Turner
- Ondrej Nekvasil – Ledová archa

### Nejlepší střih
Sandra Adair – Chlapectví
- Douglas Crise a Stephen Mirrione – Birdman
- Leslie Jones – Skrytá vada
- Paul Watts – Pod kůží
- Tom Cross – Whiplash

### Nejlepší animovaný film
Lego příběh
- Velká šestka
- Škatuláci
- Příběh o princezně Kaguje
- Jak vycvičit draka 2

### Nejlepší cizojazyčný film
Ida (Polsko/Dánsko)
- Vyšší moc (Švédsko)
- Sama nocí tmou (Írán)
- Dva dny, jedna noc (Belgie)
- Divoké historky (Argentina)

### Nejlepší dokument
Citizenfour: Občan Snowden
- Hledání Vivian Maier
- Jodorowsky’s Dune
- Noční hosté
- Život Rogera Eberta

### Ocenění Marlon Riggs
- Joel Shepard

### Speciální ocenění
- The One I Love